# Aymeê Rocha
Aymeê Even Lima Rocha (Belém Pará , 16 de maio de 1997) é uma cantora , compositora, arranjadora de música cristã contemporânea   

## Biografia
Ela nasceu em Belém do Pará e se tornou nacionalmente conhecida após participar do Dom Reality, onde interpretou sua música autoral “Evangelho de Fariseus”, [ 3 ] que gerou grande repercussão ao denunciar situações de vulnerabilidade infantil na Ilha de Marajó     .